# City Park (Édimbourg)
 (janvier 2019).
Si vous disposez d'ouvrages ou d'articles de référence ou si vous connaissez des sites web de qualité traitant du thème abordé ici, merci de compléter l'article en donnant les références utiles à sa vérifiabilité et en les liant à la section « Notes et références ».
Pour les articles homonymes, voir City Park.
Le City Park est un ancien stade de football construit en 1935 et fermé en 2009, et situé à Édimbourg.

## Histoire
L'histoire du City Park commence en 1935 lorsque Edinburgh City s'y installe après avoir quitté son terrain de Marine Gardens (en) à Portobello. Quand le club s'y installe, il ne s'agit juste que d'un terrain de jeu sans aucune installation, mais très rapidement il y fait construire des structures dont une grande tribune sur le côté est du terrain.
Le premier match à s'y dérouler a lieu le 12 août 1935 et voit Falkirk battre les locaux par 3-1, devant 1 000 spectateurs. Le record d'affluence est établi le 25 janvier 1936 avec 5 740 spectateurs qui assistent à la victoire de Cowdenbeath 3-2 au premier tour de la Coupe d'Écosse.
Le dernier match de Scottish Football League à se tenir au City Park a lieu le 26 août 1939 pour une victoire 3-0 contre Morton. En effet, le championnat s'interrompt pendant la Seconde Guerre mondiale et Edinburgh City ne réintègre pas la Scottish Football League à la fin de celle-ci.
Après la disparition d'Edinburgh City en 1955, le stade est utilisé par différents clubs dont Ferranti Thistle, à partir de 1969, car ils ont été obligés de se relocaliser depuis que leur stade de Crewe Toll a été préempté pour y construire des bâtiments universitaires. Ferranti Thistle y fit construire des nouveaux vestiaires et partagea le terrain dès la saison suivante avec la réserve d'Hibernian. En 1974, Ferranti Thistle déménagea au Meadowbank Stadium après avoir été admis dans la Scottish Football League.
En 1976, les Spartans (en) emménagèrent au City Park. Leur record d'affluence est de 3 346 spectateurs pour un match du 4e tour de la Coupe d'Écosse contre St Mirren, le 5 février 2006. 3 ans plus tard, ils déménagèrent pour Ainslie Park, leur dernier match au City Park eut lieu le 16 mai 2009 contre la nouvelle équipe reformée d'Edinburgh City. Entretemps, le stade avait aussi été utilisé par Craigroyston (en) jusqu'en 1998, date à laquelle ils emménagèrent dans leur nouveau stade de St Mark's Park.
Après le départ des Spartans (en), le stade a été détruit et reconverti en immeubles d'habitation. 